# Stefan Keller (Komponist)
Stefan Keller (* 8. Dezember 1974 in Zürich) ist ein Schweizer Komponist.

## Leben
Keller studierte Oboe, Komposition und Musiktheorie in Zürich, Utrecht, Berlin (Hochschule für Musik „Hanns Eisler“) und Paris (IRCAM). Seine Lehrer waren u. a. Ernest Rombout, Michael Jarrell, Hanspeter Kyburz, Hans Ulrich Lehmann und Wolfgang Heiniger. Seine Werke werden unter anderem vom Ensemble Modern, dem Ensemble intercontemporain, dem Ictus Ensemble, den Neuen Vocalsolisten Stuttgart, dem Ensemble Mosaik, dem Zafraan Ensemble und dem Ensemble ascolta in Deutschland, Frankreich, Italien, Spanien, den Niederlanden und der Schweiz aufgeführt.
Er wurde für sein Schaffen mit dem Kompositionspreis der Landeshauptstadt Stuttgart (2004), dem Hanns-Eisler-Preis für Komposition und Interpretation zeitgenössischer Musik (2005 und 2006) und dem startup!music-Preis des Fördervereins der Hochschule für Musik Berlin ausgezeichnet. Von 2006 bis 2016 war er Lehrbeauftragter für Instrumentation, Musiktheorie und Analyse Neuer Musik an der Hochschule für Musik Berlin. Für 2019/2020 wurde ihm ein Stipendium in der Villa Massimo in Rom zuerkannt. Er lebt in Berlin.

## Schaffen
Stefan Kellers Musik ist durch Beschäftigung mit dem Rhythmus gekennzeichnet. Ausgehend von Rhythmustheorien und -praktiken insbesondere der Wiener Klassik, der indischen Musik und des Heavy Metal bemüht er sich um eine „Reanimierung“ dieses nach seiner Ansicht in der zeitgenössischen Musik im Zuge der Befreiung von traditionellen musikalischen Parametern vielfach verlorengegangenen Aspekts. So entstanden Werke, die E-Gitarre (driven, 2007; Breathe, 2016; hybrid gaits, 2017), Drumset (Soma oder die Lust am Fallenlassen, 2015; hybrid gaits, 2017) oder Tabla (prélude, 2010; Phoenix, 2017) miteinbeziehen und die rhythmischen Idiome der zugrundeliegenden Musikstile mit zeitgenössischer Kunstmusik verbinden.

„Gemeinsam ist den tihāī und den harmonischen Kadenzen der europäischen Klassik die zielgerichtete Bewegung von Spannung zu Entspannung, auf die ‚Ruhepunkte des Geistes‘ hin, wie Heinrich Christoph Koch sich ausdrückt. (…) Schliesslich ist beiden Schlusswendungen die interpunktorische Funktion gemeinsam: sie stellen in der jeweiligen Musiksprache das stärkste Mittel zur Gliederung dar. Dass eine in mancher Hinsicht so ähnliche Wirkung mit so unterschiedlichen Mitteln erzielt werden kann, ist bemerkenswert.“

## Werke (Auswahl)
- Streichquartett (2003)
- immer da für Bassklarinette, Live-Elektronik und Live-Video (2005)
- Sextett (2006)
- driven für Ensemble (2007)[3]
- prélude für Tabla und Live-Elektronik (2010)[12]
- Übersteiger für Klarinette, Fagott, Perkussion und Bratsche (2011)[2]
- Spring! für grosses Ensemble (2011)[1]
- Kraft in Erscheinung für Ensemble (2012)[13]
- Dunkel ist das WAR für fünf Stimmen (2014)[4]
- Schaukel für Klaviertrio (2015)[5]
- Hammer für Saxophon, Schlagzeug und Klavier (2015)[6]
- Soma oder die Lust am Fallenlassen für Ensemble (2015)[6]
- Breathe für Klavier, E-Gitarre, Akkordeon und Live-Elektronik[14]
- Phoenix für Tabla und Live-Elektronik[15]
- hybrid gaits für Drumset, Keyboard, E-Gitarre und 3 Bläser (2017)[7]

### Publikationen
- Takt und „tāl“. Eine vergleichende Studie zu europäischer und nordindischer klassischer Musik. Diplomarbeit. Hochschule für Musik „Hanns Eisler“, Berlin 2006. Online-Kurzfassung (Memento vom 27. September 2016 im Internet Archive) (PDF; 416 kB)
- Erweiterte Bezugnahmen. In: MusikTexte, 148, Zeitschrift für Neue Musik, Februar 2016.